# Operativo Conjunto Guerrero Seguro
El Operativo Conjunto Guerrero Seguro, inició actividades el 7 de octubre de 2011, con el envío de efectivos militares y federales, incluidas fuerzas especiales para tratar de desarticular a los cárteles Sinaloa y Los Zetas.

## Despliegue táctico
- 2,000 elementos de la SEDENA, SEMAR y PGR
- 600 policías estatales de Guerrero
- 1,600 policías municipales de Acapulco
- 2,200 elementos en activo en la seguridad del Puerto de Acapulco